# Neoschrammeniella bowerbankii
Neoschrammeniella bowerbankii är en svampdjursart som först beskrevs av Johnson 1863.  Neoschrammeniella bowerbankii ingår i släktet Neoschrammeniella och familjen Corallistidae. Inga underarter finns listade i Catalogue of Life.